# Мосин, Геннадий Сидорович
Геннадий Сидорович Мосин (26  января 1930, Каменноозёрское, Богдановичский район, Шадринский округ, Уральская область, РСФСР, СССР — 20 декабря 1982, Свердловск, РСФСР, СССР) — советский художник, живописец, монументалист, график. Член Союза художников СССР, Заслуженный художник РСФСР.

## Биография
Родился 26 января 1930 года в селе Каменноозёрское Богдановичском районе Шадринского округа Уральской области в крестьянской семье. С 1931 года проживал с матерью в городе Берёзовском.
В 16 лет поступил в Свердловское художественное училище. На занятия ходил пешком — 20 километров туда и обратно.
В 1951 год уехал в Ленинград и поступил на живописное отделение Ленинградского института живописи, скульптуры и архитектуры им. И. Е. Репина. Дипломная работа «Уральский сказ» (1957 год) на сюжет сказа Павла Бажова. После окончания академии педагог Мосина профессор Виктор Орешников убеждал молодого художника остаться в Ленинграде, предлагал на первых порах работать в его мастерской. Однако Мосин принял решение в 1957 году вернуться в Березовский.
С 1960 года художник с семьей жил в Свердловске. Член Союза художников СССР (с 1961 года).
В 1960-е годы рождается творческий союз Геннадия Мосина и Миши Брусиловского, подружившихся ещё в институте. Плод их союза — гигантское полотно «1918-й». На выставках 1970-х годов Мосин участвовал портретами, пейзажами, иллюстрациями. С 1972 по 1979 годы исполнил для Средне-Уральского книжного издательства 6 книг, в том числе сказ Павла Бажова «Серебряное копытце», а также сборник «Малахитовая шкатулка» (25 сказов), итоговая работа на бажовскую тему, опубликованная в свет в 1983 году, уже после смерти художника. Преподавал живопись в Свердловском художественном училище с 1975 по 1979 годы.
В последние годы жизни художник активно занимался книжной графикой (иллюстрации к «Русским народным сказкам» и «Сказкам дедушки Ай-По» Юрия Афанасьева), создал живописный портрет солиста Большого театра Александра Ведерникова, собирался написать портрет композитора Георгия Свиридова, но не успел, создав только рабочий эскиз к нему. Итогом творческой деятельности Геннадия Мосина стали две персональные выставки, прошедшие в Свердловске (ноябрь 1981 года) и в Москве (январь 1982 года). Накануне первой выставки ему было присвоено звание Заслуженный художник РСФСР.
У художника было много творческих замыслов, но времени на их осуществление уже не было. Скончался от рака на 53-м году жизни. Похоронен на Широкореченском кладбище.
Работы Геннадия Мосина находятся в Екатеринбургском музее изобразительных искусств, Нижнетагильском музее изобразительных искусств, Пермской государственной художественной галерее, Челябинском государственном музее изобразительных искусств, Волгоградском музее изобразительных искусств имени И. И. Машкова и других музеях.

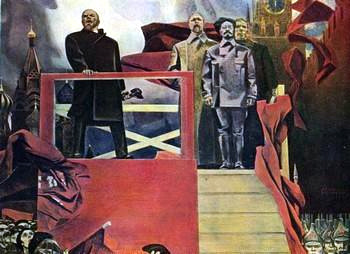
Геннадий Мосин и Миша Брусиловский. «1918-й». Холст, масло. 294х398. 1963—1964.

## Картины

### «1918-й»
В 1962 году в соавторстве с Мишей Брусиловским начал работу над картиной «1918-й».
Решение написать картину было вызовом первому секретарю правления Союза художников РСФСР Владимиру Серову, который занимался историко-революционной живописью и специализировался на изображении Ленина.
В 1963 году художественному совету выставкома по подготовке художественной выставки «Урал социалистический» был представлен эскиз картины. Художественный совет эскиз утвердил, и с художниками заключили договор на её создание. Когда картина была уже почти готова, Мосин и Брусиловский свернули холст и написали другой вариант, изобразив Ленина человеком решительным и способным на всё для достижения своих целей. В. Серов, узнав, что художники изобразили Ленина не тихим и скромным, каким его изображал сам Серов, а также другие художники того времени, пытался сделать всё, чтобы запретить картину ещё в процессе её создания. Продвижению картины помогла Е. Ф. Белашова, секретарь Союза художников СССР, которая использовала картину в борьбе с Серовым.
Картина «1918-й» экспонировалась на крупнейших выставках в Москве, была отмечена специальным дипломом Министерства обороны, репродуцировалась в журналах «Творчество» (1965 и 1967), «Огонёк» (1967), «Искусство» (1967, 1969), альбомах «Искусство рождённое Октябрём» (1967) и «Этих дней не смолкнет слава» (1968), представляла советское искусство на международной выставке Биеннале в Венеции в 1966 году и в 1967 году на выставке молодых художников в Берлине (ГДР). Картина стала признанной частью официальной ленинианы и принесла Геннадию Мосину и Мише Брусиловскому всесоюзную славу. Кинооператором Борисом Шапиро для киножурнала «Советский Урал» был снят киносюжет о создателях картины.
В настоящее время картина находится в Волгоградском музее изобразительных искусств имени И. И. Машкова. Эскиз картины, выполненный в 1963 году, находится в Пермской государственной художественной галерее, а первый вариант работы хранится в фондах ЕМИИ.

## Выставки
- 1954 — Областная выставка ленинградских художников. Ленинград
- 1957 — Всесоюзная выставка молодых художников, посвящённая Всемирному фестивалю молодежи и студентов. Москва
- 1959 — Областная художественная выставка. Свердловск
- 1960 — «Советская Россия». 1-я республиканская художественная выставка. Москва
- 1963 — Выставка этюдов свердловских художников. Свердловск
- 1964 — «Урал социалистический». 1-я зональная художественная выставка. Свердловск (Участие картинами «Политические. 1905 год» и «1918-й» (совместно с М. Брусиловским)
- 1965 — «На страже Родины». Всесоюзная художественная выставка. Москва
- 1966 — Биеннале. Международная выставка. Венеция (Италия)
- 1967 — Выставка молодых советских художников. Берлин (ГДР) (Участие картинами «Портрет художника В. Воловича» и «Портрет участника итальянского Сопротивления А. Кубышкина»)
- 1968 — Выставка молодых советских художников. Будапешт (ВНР) (Участие картинами «Портрет художника В. Воловича» и «Портрет участника итальянского Сопротивления А. Кубышкина»)
- 1968 — «50 лет ВЛКСМ». Всесоюзная художественная выставка. Москва
- 1969 — Областная художественная выставка. Свердловск
- 1969 — 1-я традиционная весенняя выставка живописи. Свердловск. «Урал социалистический»
- 1969 — 3-я зональная художественная выставка. Челябинск
- 1970 — Выставка в павильоне ВДНХ. Москва
- 1970 — 2-я традиционная весенняя выставка живописи. Свердловск
- 1971 — «Художники Урала, Сибири и Дальнего Востока». Москва
- 1971 — 3-я традиционная весенняя выставка живописи. Свердловск
- 1972 — 4-я традиционная весенняя выставка живописи. Свердловск
- 1973 — 5-я традиционная весенняя выставка живописи. Свердловск
- 1974 — «Урал социалистический»
- 1974 — 4-я зональная художественная выставка. Уфа.
- 1974 — 3-я традиционная весенняя выставка графики. Свердловск
- 1974 — 6-я традиционная весенняя выставка живописи. Свердловск
- 1975 — Выставка свердловских художников. Нижний Тагил.
- 1975 — Групповая выставка свердловских художников. Ленинград.
- 1975 — Областная художественная выставка, посвящённая 30-летию Победы над фашистской Германией. Свердловск
- 1975 — 4-я традиционная весенняя выставка графики. Свердловск
- 1975 — 7-я традиционная весенняя выставка живописи. Свердловск
- 1976 — Выставка свердловских художников, посвящённая 275-летию Каменск-Уральского. Каменск-Уральский
- 1976 — 5-я традиционная весенняя выставка графики. Свердловск
- 1976 — 8-я традиционная весенняя выставка живописи. Свердловск
- 1977 — Областная Художественная выставка. Свердловск.
- 1977 — 6-я традиционная весенняя выставка графики. Свердловск
- 1977 — 9-я традиционная весенняя выставка живописи. Свердловск
- 1978 — Групповая выставка свердловских художников. Петрозаводск — Чайковский — Пермь
- 1978 — 10-я традиционная весенняя выставка живописи. Свердловск
- 1979 — Областная художественная выставка, посвящённая 100-летию со дня рождения П. Бажова. Свердловск
- 1979 — Художественная выставка, посвящённая 100-летию со дня рождения П. Бажова. Москва
- 1980 — Областная художественная выставка. Свердловск
- 1980 — «Урал социалистический»
- 1980 — 5-я зональная художественная выставка. Тюмень
- 1981 — Персональная выставка. Свердловск
- 1982 — Персональная выставка. Москва
- 1985 — Персональная выставка. Челябинск (Посмертно)

## Звания и награды
- 1981 — Заслуженный художник РСФСР.

## Семья
- Жена — Людмила Михайловна Мосина (урождённая Малова, род. 1935).
  - Сын Алексей Мосин (род. 28.04.1957) — доктор исторических наук.
  - Сын Иван Мосин (1960—2007) — художник, дизайнер, педагог и искусствовед.

## Память
- В память о Мосине его именем названа Детская художественная школа № 2 в Екатеринбурге.
- В 1990 году была учреждена премия имени Г. С. Мосина в сфере изобразительного искусства. Ежегодно, с 1991 по 2001 годы, её лауреатам вручалась скульптура Эрнста Неизвестного «Проходящий сквозь стену».
- В 2019 году в Ирбите в память о Мише Брусиловском и Геннадии Мосине как авторах мозаики на стенах дворца культуры имени В. К. Костевича установили мемориальную доску[6].